# Agresivitate
Agresivitatea este o interacțiune socială deschisă de multe ori dăunătoare, interacțiune socială, cu intenția de a provoca daune sau alte neplăceri altui individ. Aceasta poate avea loc fie ca răspuns la altceva sau fără provocare. La om, frustrarea produsă de blocarea unor obiective poate provoca agresivitate. Agresivitatea umană poate fi clasificată în agresivitate directă și indirectă, prima fiind caracterizată printr-un comportament fizic sau verbal destinat să provoace rău cuiva, iar a doua fiind caracterizată printr-un comportament destinat să dăuneze relațiilor sociale ale unui individ sau unui grup.
În definițiile frecvent utilizate în științele sociale și în științele comportamentale⁠(d), agresiunea este un răspuns al unui individ, care provoacă ceva neplăcut unei alte persoane. Există și alte definiții, care includ condiția ca individul agresiv să aibă intenția de a face rău altei persoane. Comportamentul de prădător sau de apărare între membrii unor specii diferite ar putea să nu fie considerat o agresivitate în același sens.
Agresivitatea poate lua o varietate de forme, care pot fi exprimate fizic, sau comunicate verbal⁠(d) sau non-verbal: inclusiv agresivitatea anti-prădător, agresivitatea defensivă (indusă de frică), agresivitatea de prădător, agresivitatea de dominare, agresivitatea inter-masculină, agresivitatea rezident-intrus, agresivitatea maternă, agresivitatea specifică a speciei, agresivitatea legată de sex, agresivitatea teritorială, agresivitatea indusă de izolare, agresivitatea iritabilă, și agresivitatea indusă de stimularea creierului (hipotalamusului). Există două subtipuri de agresivitate umane: 
- subtipul controlat-instrumental (cu scop sau orientat spre un scop);
- subtipul reactiv-impulsiv (care de multe ori provoacă acțiuni incontrolabile inadecvate sau nedorite).

Agresivitatea diferă de ceea ce este numit de obicei asertivitate, deși termenii sunt adesea folosiți alternativ printre profani (ca în expresii cum ar fi „agent de vânzări agresiv”).

## Tipuri de reacții agresive conform sondajului Bassa-Darki
- Agresiunea fizică - folosirea forței fizice împotriva unei alte persoane.
- Indirectă - agresivitate, într-un sens giratoriu îndreptat spre o altă persoană sau nu direcționat către nimeni.
- Iritație - pregătirea pentru manifestarea sentimentelor negative cu cel mai mic entuziasm (temperament scurt, rudenesc).
- Negativismul - un mod de opoziție de comportament de la rezistența pasivă la lupta activă împotriva obiceiurilor și legilor stabilite.
- Resentiment - invidie și ura altora pentru acțiuni reale sau imaginare.
- Suspiciunea - variază de la neîncredere și precauție față de oameni la convingerea că alți oameni planifică și cauzează rău.
- Agresiunea verbală - o expresie a sentimentelor negative prin forma (plâns, scânteie) și prin conținutul răspunsurilor verbale (blesteme, amenințări).
- Vinovăție - exprimă posibila convingere a subiectului că este o persoană rea, că se simte prost, precum și remușcarea conștiinței pe care o simte.